# 山城屋事件
山城屋事件（やましろやじけん）は、明治5年（1872年）、留守政府体制下で発覚した疑獄事件。
御用商人山城屋和助は陸軍省をはじめとする省庁から公金の貸付を受けていたが、損失を出して返済が不可能となった。これが発覚して陸軍省内では陸軍大輔山縣有朋の排斥運動が勃発。和助は自害、山縣も一時的に失脚した。山城屋の借り出した公金は総額約65万円であり、極めて巨額であった。

## 事件経過
山城屋和助は政府要人と同じ長州藩出身であり、奇兵隊では山県有朋の部下であった。この縁故で御用商人となり、兵部省を始めとする各省庁に出入りしていた。陸軍省では軍需品の納入などにたずさわっていた。
また、山城屋は公金を借り入れ、その金で大きな利益を上げていた。当時の兵部省の官員には、山城屋から借り入れをしていたものも多かったといわれている。この借金の背景には、陸軍省保管の現銀が価格低落を被っていたことがある。陸軍省は資金運用を理由として公金貸し付けを行った。ところが、ヨーロッパでの生糸相場の暴落にあって大きな損失を出した。
山城屋は陸軍省から更に金を借り出し、フランスの商人と直接取引をしようとフランスに渡った。そのうちに一人の日本人がフランスで豪遊しているという情報が、フランス駐在中弁務使鮫島尚信やイギリス駐在大弁務使寺島宗則の耳に入り、日本本国の外務省・副島種臣外務卿へ連絡された。
このころ山縣有朋は、近衛都督として近衛兵を統括する立場にもあった。また、大村益次郎が1869年（明治2年）に暗殺されていたこともあり、太政官における陸軍卿のポストが不在状態になっていた当時の陸軍省では、現在の次官に相当する陸軍大輔である山縣がトップであり、山城屋との関係を疑われる素地もあった。
山城屋の一件を聞いた陸軍省会計監督・種田政明が、密かに調査を始めて「一品の抵当もなしに」多額の陸軍省公金が貸し付けられていたことが発覚、桐野利秋ら薩摩系陸軍人の激しく追及するところとなる。
1872年（明治5年）6月29日、山縣は陸軍大輔と近衛都督の辞表を提出した。この辞表を受け取った巡幸中の明治天皇は、供奉していた西郷隆盛・西郷従道に帰京を命じた。
隆盛は薩摩系軍人と山縣の調停を行い、山縣が近衛都督を、従道が副都督を辞任し、隆盛が陸軍元帥兼近衛都督に就任することで妥協した。
山縣は山城屋の帰国を要請し、至急の返済を求めたが、もはや返済は不可能であった。
11月29日、山城屋は陸軍省の応接室で割腹自殺を遂げた。その際、関係書類も焼き払われたため、事件の真相は解明されることがなかった。
山縣が明治6年3月付で鮫島駐仏公使に書いた書簡には、「（和助は）帰国後商法種々手違之故をもって旧臘（昨年の和暦12月）自刃におよび相果て、自首致候手代とも即今裁判所にて取糺中にこれあり」とあるように、山城屋の死後も司法省によって事件が追及されていた。
この事件と同時に陸軍省内で徴兵令導入への反発もあり、省内の混乱はなおも続いた。1872年（明治6年）4月10日、山縣は辞表を提出し、4月18日に陸軍大輔のみの辞職が認められた。
しかし、政府上層部は山縣の排斥を望んでおらず、太政大臣三条実美は山縣の腹心であった鳥尾小弥太らまで辞表を提出することがないよう、井上馨に調整を頼んでいる。また、西郷隆盛、大隈重信、井上馨が調停に動き、4月29日付で山縣は陸軍省御用掛として陸軍卿代理となり、事実上復帰を遂げた。さらに、6月8日には西郷の推薦で陸軍卿に任じられている。
他に処分を受けた者は陸軍大丞・会計監督長船越衛、陸軍中佐湯浅則和（建築家片山東熊の兄）がおり、湯浅は裁判で武官免職・位記剥奪の処分を受けて辞職している。

## 政治背景
西郷は最後まで山縣の辞任には反対し、辞任後岩倉使節団の一員として洋行中の大久保利通に対して山縣を擁護出来なかったことを詫びる手紙を送っている。
一方で、事件収拾のために参議である西郷が近衛都督を兼ねたことは、使節団派遣中は大きく体制を変更しないという約束に反するものでもあり、文武官の分離を唱える木戸孝允の疑念を呼ぶものとなった。
明治六年政変で、山縣は直系である木戸と恩義を受けた西郷の板挟みとなり、これといった動きをすることはなかった。この山縣の動きに不信を持った木戸は、この後しばらく山縣と疎遠になる。また、司法省の権限強化を目指した江藤新平の追及もこの事件に大きな影響を与えている。江藤は、薩摩系軍人が山城屋の事務所封鎖を計画しているのを知ってこれを抑え、司法省が直接捜査に乗り出すよう指示を出している。

## 関連年表
- 1869年（明治2年）6月 - 山縣渡欧。
- 1870年（明治3年）8月 - 山縣帰国。従五位兵部少輔となる。
- 1871年（明治4年）7月 - 山縣が兵部大輔となる。
  - 11月12日 - 岩倉使節団派遣。留守政府体制となる
- 1872年（明治5年）
  - 2月 - 兵部省改組・陸軍創設とともに山縣が陸軍大輔となる。
  - 3月 - 山縣が陸軍中将兼近衛都督となる（陸軍卿は任命されず）。
  - 5月（旧暦4月）-江藤が初代の司法卿となる。
  - 6月29日 - 山縣が辞表を提出
  - 7月 - 山縣が近衛都督、西郷従道が副都督を辞任。西郷隆盛が陸軍元帥と近衛都督に就任。
  - 11月29日 - 山城屋和助が陸軍省内で自殺。
- 1873年（明治6年-新暦）
  - 1月10日 - 徴兵令の詔発布
  - 4月10日 - 山縣が陸軍大輔と陸軍中将の辞表を提出。
  - 4月18日 - 山縣の陸軍大輔のみの免官が認められる。
  - 4月19日 - 後藤象二郎、江藤新平、大木喬任が参議となる。
  - 4月29日 - 山縣が陸軍省御用掛として陸軍卿代理となる。
  - 6月8日 - 山縣が陸軍卿となる。
  - 6月13日 - 山縣が陸軍卿の免官を求めるが、受理されず。
  - 10月 - 明治六年政変で西郷・江藤・副島種臣・後藤らが参議を辞任。